# Paraglenea
Paraglenea – rodzaj chrząszczy z rodziny kózkowatych i podrodziny zgrzypikowych.

## Zasięg występowania
Przedstawiciele tego rodzaju występują w Azji Południowo-Wschodniej oraz Chinach.

## Systematyka
Do Paraglenea należy 9 gatunków:
- Paraglenea atropurpurea
- Paraglenea chapaensis
- Paraglenea fortunei
- Paraglenea jianfenglingensis
- Paraglenea latefasciata
- Paraglenea soluta
- Paraglenea swinhoei
- Paraglenea transversefasciata
- Paraglenea virides